# Kõpui világítótorony
A Kõpui világítótorony (észtül: Kõpu tuletorn) Észtországban, Hiiumaa szigetén található világítótorony, amely a sziget egyik legismertebb idegenforgalmi látványossága. Észtország nyugati részén található, Kõpu falu közelében, Mägipe falu területén. Az 1531-ben történt átadása óta gyakorlatilag folyamatosan üzemelő világítótoronynál a világon csupán kettő működik régebb óta. Külalakja egyedivé teszi. Hosszú történelme során a középkori és a modern kori világítótornyok technológiai átalakulásának volt szemtanúja. 
A világítótorony hívja fel a figyelmét az erre közlekedő hajósoknak a part kiszögellésre, melyet így el tudnak kerülni. A Kõpui világítótorony fényét 26 tengerészeti mérföld, azaz 48 kilométer távolságból is látják a hajósok. Korábbi svéd nevén a világítótorony az Övre Dagerort.

## Elhelyezkedés és építészeti stílus

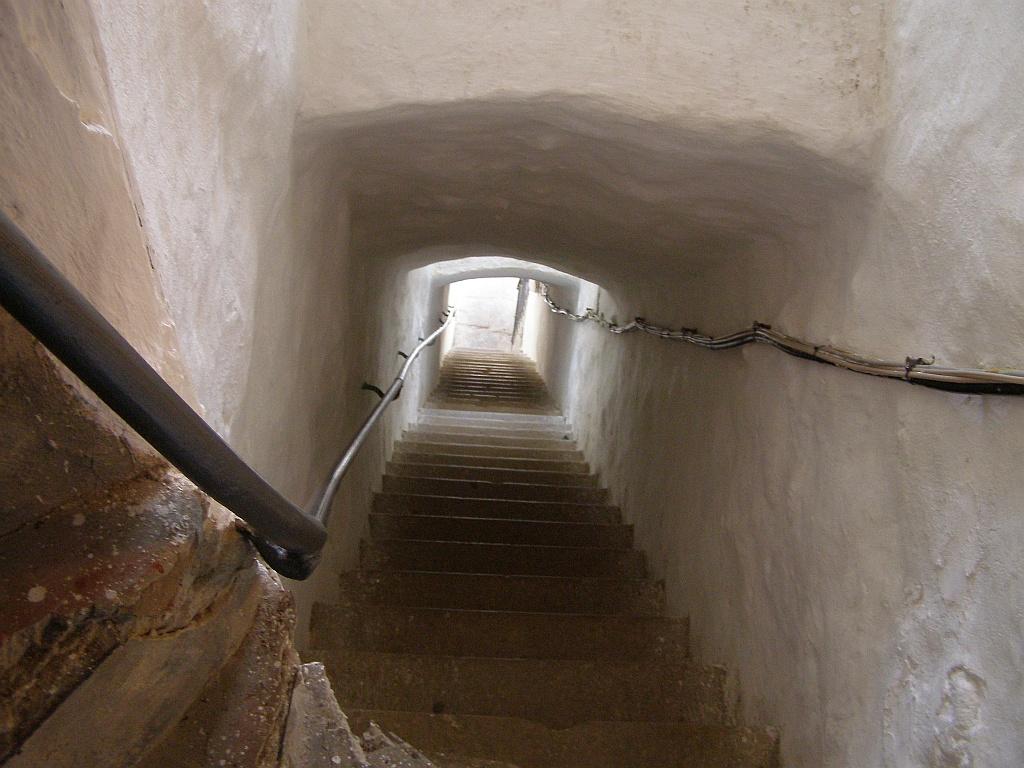
Lépcső a világítótoronyban

A Hiumaa sziget egyik magaslatán fekszik, a 68 méter magas Tornimägi, azaz Torony-domb tetején. Az épület magassága 37,7 méter és a fényszóró a tenger szintje fölött 103,6 méterrel magasodik. Egyúttal a Balti-tenger partvidékének legmagasabban lévő világítótoronyban elhelyezkedő világítása. 
A torony alakja négyzethasáb, erőteljes támfalakkal kiegészítve és megtámasztva az iránytű négy égtája felől. Az épület kizárólag kőből épül fel 24 méteres magasságig. a falakat mészkő és napjainkban cementakna támasztja meg kívülről, míg az épület tömegét belülről nem támasztja akna. Építőanyaga a helyi mészkő, valamint a jégkorszaki időkben itt lerakódott kőzetek alkotják.
Eredetileg falépcső vezetett az épület külsején, ám ezt a későbbiek során fém lépcsőzettel helyettesítették. Az épület felső részét korábban kívülről faburkolat takarta. Az 1800-as években végrehajtott felújítás során két szobát és lépcsőt vájtak a torony belsejébe.